# Lisa Westcott
Lisa Westcott (* 1947 oder 1948; † 30. Juli 2024 in Oxford, England) war eine britische Maskenbildnerin und Friseurin, die dreimal für einen Oscar nominiert wurde und ihn 2013 für Les Misérables auch erhielt. Darüber hinaus erhielt sie fünf von acht möglichen BAFTA-Awards für ihr Handwerk.

## Karriere
Lisa Westcott begann als Maskenbildnerin für Fernsehserien. Im Jahr 1994 wurde sie das erste Mal für einen Kinofilm engagiert, um das Make-up und die Frisuren für die britische Tragikomödie King George – Ein Königreich für mehr Verstand herzurichten. Für ihre Leistung in diesem Film erhielt sie einen BAFTA Award für das Beste Make-up und Hairdesign. Für ihre Arbeit an der Maske für Ihre Majestät Mrs. Brown, erhielt Westcott ihre erste Oscar-Nominierung in der Kategorie Bestes Make-up im Jahr 1998. Ein Jahr später wurde sie ein zweites Mal nominiert, diesmal für ihr Werk in Shakespeare in Love. Westcotts letzte Nominierung für einen Oscar erhielt sie 2013 gemeinsam mit Julie Dartnell für Les Misérables, den sie auch gewannen. In derselben Kategorie erhielten beide einen BAFTA Award.

## Filmografie (Auswahl)
- 1977: Survivors (Fernsehserie, eine Folge)
- 1980: The Question of Guilt (Fernsehserie, acht Folgen)
- 1981: The Borgias (Fernsehserie, zehn Folgen)
- 1993–1996: The Brittas Empire (Fernsehserie, 30 Folgen)
- 1994: King George – Ein Königreich für mehr Verstand (The Madness of Kind George)
- 1997: Ihre Majestät Mrs. Brown (Mrs Brown)
- 1998: Shakespeare in Love
- 2001: From Hell
- 2004: Stage Beauty
- 2006: Miss Potter
- 2006: Tagebuch eines Skandals (Notes on a Scandal)
- 2007: Die Gebrüder Weihnachtsmann (Fred Claus)
- 2010: Wolfman
- 2011: Captain America – The First Avenger (Captain America: The First Avenger)
- 2012: Les Misérables